# Jüdischer Friedhof (Kirchheim)

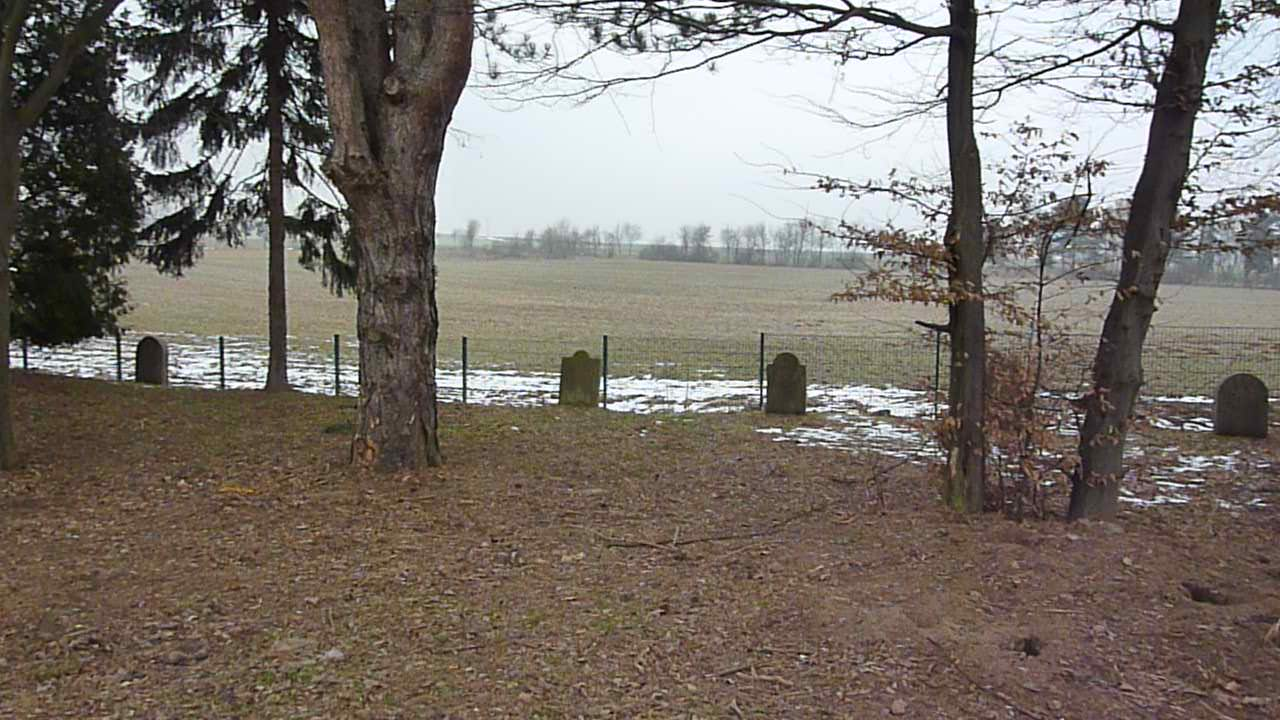
Jüdischer Friedhof in Kirchheim

Der Jüdische Friedhof Kirchheim ist ein jüdischer Friedhof in Kirchheim, einem Stadtteil von Euskirchen in Nordrhein-Westfalen. Er liegt zwischen Kirchheim und Flamersheim auf der linken Seite zwischen Feldern. Der jüdische Friedhof Flamersheim liegt nur wenige hundert Meter in Sichtweite entfernt. Der Friedhof steht seit 1988 auf der Denkmalliste der Stadt Euskirchen.

## Geschichte
Der jüdische Friedhof in Kirchheim wurde 1790 angelegt und 1856 erweitert. Er ist 1167 m² groß. Die letzte Bestattung fand 1907 statt. Heute sind noch sieben Grabsteine (Mazewot) vorhanden.
Der Friedhof wurde in der Zeit des Nationalsozialismus und auch danach verwüstet. Nach der Schließung 1907 bestatteten die wenigen noch in Kirchheim ansässigen Juden ihre Toten in Flamersheim.